# Javier Cercas
Javier Cercas, född 1962 i Ibahernando, är en spansk författare och professor i spansk litteratur. Han har sin tjänst vid Gironas universitet i Katalonien, Spanien.
Cercas föddes i Ibahernando, i provinsen Cáceres, i Extremadura. Han var under två år anställd vid forskningsuniversitetet University of Illinois at Urbana-Champaign i USA. Cercas skriver regelbundet i (den spanskspråkiga) Barcelonaeditionen av Spaniens största morgontidning El País.
Cercas tillhör en grupp spanska författare – dit Julio Llamazares, Andrés Trapiello och Jesus Ferrero räknas – som skriver skönlitterärt på temat “historiska minnen”. Cercas har riktat in sig på det spanska inbördeskriget och Francos diktatur. I sitt romanskrivande säger Cercas sig vara inspirerad av Jorge Luis Borges. Cercas är 2014 utgiven på 26 språk. Romanerna Hjältarnas uttåg som Salamis soldater och Ljusets hastighet är översatta till svenska.